# Cattedrale di San Doimo
La cattedrale o duomo di San Doimo (in croato: katedrala svetog Dujma) è una cattedrale cattolica croata appartenente all'arcidiocesi di Spalato-Macarsca.

## Storia
Originariamente era il mausoleo dell'imperatore Diocleziano, facente parte del Palazzo di Diocleziano, e come tale, è Patrimonio dell'Umanità. Fu convertito in chiesa nell'VIII secolo.